# ویتور اولیویرا
ویتور مانوئل کاروالیو اولیویرا مشهور به
ویتینیا (انگلیسی: Vítor Oliveira؛ زادهٔ ۱۵ مارس ۲۰۰۰) بازیکن فوتبال است.
وی همچنین در تیم‌های ملی فوتبال زیر ۱۸ سال پرتغال و زیر ۲۱ سال پرتغال بازی کرده‌است.